# 古岘镇
古岘镇是中国山东省青岛市平度市下辖的一个镇。

## 行政区划
古岘镇下辖康城社区、一里村、二里村、三里村、四里村、五里村、六里村、七里村、八里村、五家寨子村、东花园村、朱村、姜格庄村、前龙泉村、后龙泉村、山上村、岩山头村、三里庄村、五里庄村、八里庄村、杜家集木村、刘家集木村、蓬莱前村、东六曲村、西六曲村、六曲店子村、沙岭村、西河村、东湾上村、西湾上村、前湾上村、乔戈庄村、前李道村、后李道村、董戈庄村、东石家村、大朱毛村、前朱毛村、南城子村、北城子村、纸房村。
古岘镇现辖：
康城社区、一里村、二里村、三里村、四里村、五里村、六里村、七里村、八里村、五家寨子村、东花园村、朱村、姜格庄村、前龙泉村、后龙泉村、山上村、岩山头村、三里庄村、五里庄村、八里庄村、杜家集木村、刘家集木村、蓬莱前村、东六曲村、西六曲村、六曲店子村、沙岭村、西河村、东湾上村、西湾上村、前湾上村、乔戈庄村、前李道村、后李道村、董戈庄村、东石家村、大朱毛村、前朱毛村、南城子村、北城子村和纸房村。